# EURO STOXX 50
El EURO STOXX 50 es un índice bursátil que representa a las 50 mayores empresas de la eurozona en términos de capitalización bursátil. Fue creado el 26 de febrero de 1998 y está elaborado por STOXX, una joint venture entre Deutsche Börse AG y SIX Group AG. Es un índice ponderado por capitalización bursátil, lo cual significa que, al contrario de índices como el Dow Jones, no todas las empresas que lo forman tienen el mismo peso.

## Composición
Composición del índice a 27 de diciembre de 2021:
| Estado                      | Compañía                        | Supersector                                          |
| --------------------------- | ------------------------------- | ---------------------------------------------------- |
| Bandera de Alemania         | Adidas                          | Productos y servicios de consumo                     |
| Bandera de los Países Bajos | Adyen                           | Bienes y servicios industriales                      |
| Bandera de los Países Bajos | Ahold Delhaize                  | Cuidado personal, farmacias y tiendas de comestibles |
| Bandera de Francia          | Air Liquide                     | Química                                              |
| Bandera de Francia          | Airbus                          | Bienes y servicios industriales                      |
| Bandera de Alemania         | Allianz                         | Seguros                                              |
| Bandera de Bélgica          | Anheuser-Busch InBev            | Alimentos, bebidas y tabaco                          |
| Bandera de los Países Bajos | ASML                            | Tecnología                                           |
| Bandera de Francia          | AXA                             | Seguros                                              |
| Bandera de España           | Banco Bilbao Vizcaya Argentaria | Banca                                                |
| Bandera de España           | Banco Santander                 | Banca                                                |
| Bandera de Alemania         | BASF                            | Química                                              |
| Bandera de Alemania         | Bayer                           | Cuidado de la salud                                  |
| Bandera de Alemania         | BMW                             | Automóviles y componentes                            |
| Bandera de Francia          | BNP Paribas                     | Banca                                                |
| Bandera de Irlanda          | CRH                             | Construcción y materiales                            |
| Bandera de Alemania         | Mercedes-Benz Group             | Automóviles y componentes                            |
| Bandera de Francia          | Danone                          | Alimentos, bebidas y tabaco                          |
| Bandera de Alemania         | Deutsche Börse                  | Servicios financieros                                |
| Bandera de Alemania         | Deutsche Post                   | Bienes y servicios industriales                      |
| Bandera de Alemania         | Deutsche Telekom                | Telecomunicaciones                                   |
| Bandera de Italia           | Enel                            | Servicios públicos                                   |
| Bandera de Italia           | ENI                             | Energía                                              |
| Bandera de Francia          | EssilorLuxottica                | Cuidado de la salud                                  |
| Bandera de Irlanda          | Flutter Entertainment           | Viajes y ocio                                        |
| Bandera de Francia          | Hermès International            | Productos y servicios de consumo                     |
| Bandera de España           | Iberdrola                       | Servicios públicos                                   |
| Bandera de España           | Inditex                         | Venta minorista                                      |
| Bandera de Alemania         | Infineon Technologies           | Tecnología                                           |
| Bandera de los Países Bajos | ING Groep                       | Banca                                                |
| Bandera de Italia           | Intesa Sanpaolo                 | Banca                                                |
| Bandera de Francia          | Kering                          | Productos y servicios de consumo                     |
| Bandera de Finlandia        | Kone                            | Bienes y servicios industriales                      |
| Bandera de Francia          | L'Oréal                         | Productos y servicios de consumo                     |
| Bandera de Alemania         | Linde                           | Química                                              |
| Bandera de Francia          | LVMH Moët Hennessy              | Productos y servicios de consumo                     |
| Bandera de Alemania         | Münchener Rück                  | Seguros                                              |
| Bandera de Francia          | Pernod Ricard                   | Alimentos, bebidas y tabaco                          |
| Bandera de los Países Bajos | Philips                         | Cuidado de la salud                                  |
| Bandera de los Países Bajos | Prosus                          | Tecnología                                           |
| Bandera de Francia          | Safran                          | Bienes y servicios industriales                      |
| Bandera de Francia          | Sanofi                          | Cuidado de la salud                                  |
| Bandera de Alemania         | SAP                             | Tecnología                                           |
| Bandera de Francia          | Schneider Electric              | Bienes y servicios industriales                      |
| Bandera de Alemania         | Siemens                         | Bienes y servicios industriales                      |
| Bandera de Italia           | Stellantis                      | Automóviles y componentes                            |
| Bandera de Francia          | TotalEnergies                   | Energía                                              |
| Bandera de Francia          | Vinci                           | Construcción y materiales                            |
| Bandera de Alemania         | Volkswagen Pref                 | Automóviles y componentes                            |
| Bandera de Alemania         | Vonovia                         | Bienes raíces                                        |

## Empresas por países
En la siguiente tabla, se muestra el número de empresas de cada país:
| País         | Número de empresas |
| ------------ | ------------------ |
| Alemania     | 16                 |
| Francia      | 16                 |
| Países Bajos | 6                  |
| España       | 4                  |
| Italia       | 4                  |
| Irlanda      | 2                  |
| Bélgica      | 1                  |
| Finlandia    | 1                  |
| Total        | 50                 |